# MW-1
O MW-1 (Mehrzweckwaffe 1, arma multipropósito) é um dispensador, semelhante a uma bomba de fragmentação. é similar ao JP233 britânico, projetado para ser usado pelo Panavia Tornado, mas também podia ser usado nos caças F-104 Starfighter e F-4 Phantom. O MW-1 começou a ser retirado do serviço quando o governo alemão ratificou a Convenção sobre Munições de Dispersão em 2009.